# Gerry McAvoy
Gerry McAvoy (ur. jako John Gerrard McAvoy, 19 grudnia 1951) – irlandzki gitarzysta basowy znany z gry w zespole Rory’ego Gallaghera od 1971 do 1991 roku. Aktualnie gra w grupie Nine Below Zero.